# Huexca
Huexca es una población del estado mexicano de Morelos,  ubicada al nororiente de la entidad, en el municipio de Yecapixtla.

## Localización y demografía
Huexca se encuentra ubicada en la coordenadas geográficas 18°48′17″N 98°52′16″O / 18.80472, -98.87111 y a una altitud de 1 417 metros sobre el nivel del mar. Se encuentra al sureste del territorio municipal, a unos 10 kilómetros al sur de la cabecera municipal, Yecapixtla y a unos quince al este de la ciudad de Cuautla. Su principal vía de comunicación es una carretera asfaltada que la une con la cabecera municipal.
De acuerdo con el Censo de Población y Vivienda de 2010, tiene una población total de 969 habitantes, de los que 447 son hombres y 522 son mujeres.